# Андрій Зелінський
Зелінський Андрій (нар. 2 вересня 1979, Львів) — священник Української греко-католицької церкви, член чернечого згромадження «Товариство Ісуса», радник Глави УГКЦ зі стратегії комунікації, військовий капелан, заступник керівника Департаменту військового капеланства Патріаршої курії УГКЦ, викладач програми «Етика-Політика-Економіка» УКУ, викладач Інституту Лідерства та управління УКУ, викладач Київської Трьохсвятительської духовної семінарії УГКЦ, співзасновник, лектор і член Ініціативної групи та Наглядової ради Української Академії лідерства, політолог, публіцист, автор книг, громадський діяч.Перший військовий капелан при штабі АТО (2014 р.)[джерело?].

## Життєпис
Народився у Львові. Освіту здобував у США, Італії та в Україні. 

### Освіта
У 1994 році закінчив ліцей К. Шептицького (м. Львів).
У 1997 році  Андрій Зелінський поїхав зі Львова на навчання до США. Філософську освіту здобував у Коледжі Святого Василія, Стемфорд, США, богословську — в Папському Григоріанському університеті в Римі, Італія, політологічну — в Національному університеті «Києво-Могилянська Академія».
Основні сфери наукових інтересів та напрямки пасторальної діяльності: ідеологія національної безпеки, християнська духовність у контексті сучасної культури, забезпечення духовних потреб військовослужбовців та виховання молоді на ціннісних засадах.

### Робота
Своє капеланське служіння серед військовослужбовців розпочав у 2006 р. на базі Академії сухопутних військ у Львові.
2012 рік — Викладач Київської Трьохсвятительської духовної семінарії УГКЦ. Курс «Християнський світогляд і сучасна культура».
2014 рік — перший військових капелан при штабі АТО.
2015 рік — Співзасновник ГО «Українська академія лідерства».
2017-2018 роки — штатний військовий капелан у 36 Окрема бригада Морської піхоти ВМС ЗСУ в Миколаєві.
2018 рік — заступник керівника Департаменту військового капеланства Патріаршої курії УГКЦ.
2019 рік — викладач програми «Етика-Політика-Економіка» УКУ (курс «Сучасні теорії політики та влади») та Інституту Лідерства і управління УКУ (курс «Лідерство»).
В департаменті о. Андрій займається низкою завдань з питань інституційного оформлення душпастирства в Збройних Силах України і забезпечення якісного рівня капеланського служіння, член робочої групи з напрацювання законопроєкту «Про Службу військового капеланства», працює із сім'ями військовослужбовців,  особливу увагу приділяє родинам, які втратили синів, дочок, батьків, чоловіків. Також займається реабілітацією воїнів.

### Громадська та соціальна діяльність
В столиці України о. Андрій Зелінський провадив такі ініціативи як «Клуб Надзвичайних»,«Клуб Глечиків», англомовний клуб «Be Happy!», італомовний клуб «Carissimi», служив у сфері академічного душпастирства, частий гість теле — та радіопередач.
З червня 2014 року бере активну участь у наданні духовної підтримки українським військовим у зоні АТО/OOC, здійснюючи своє служіння у підрозділах ЗСУ під Слов'янськом, Краматорськом, Старогнатівкою, на Авдіївській промзоні та у Пісках, Дебальцевому, Широкиному і Водяному Донецької області.
Ще в Києві відвідував перших поранених у Центральному військовому шпиталі. Як військовий капелан одним із перших поїхав у район бойових дій на Схід країни. Розпочинав душпастирську діяльність у польовому храмі Архістратига Михаїла неподалік Слов'янська. Щодня до нього приходили бійці: на сповідь, за порадою і просто щиро поговорити.

## Книги
- Зелінський А., «Соняхи». Духовність на час війни / іл. Тенгрисов М., Халабуда О. Львів: ВСЛ, 2015. — 128 с. (коротка проза та есеїстика). ISBN 978-617-679-185-0
- Зелінський А., На ріках вавилонських. Кілька думок про повернення. Львів: вид-во «Свічадо», 2016. — 96 с.
- Зелінський А., Бойко О., Макухін О., Кавацюк Р., «Вести! Боротися! Перемагати!» / літ. ред. О. Демська, граф. елементи О. Приліпка. К.: вид-во «My City Print», 2017. — 133 с.
- Зелінський А., «Моя мандрівка у Країну морпіхів. Із щоденника капелана», Львів: ВСЛ, 2021.
- Зелінський А., "Бог приходить увечері: Медитації", вид-во «Свічадо», 2021. — 180 с.
- Зелінський А., "Молитви на час війни", вид-во «Свічадо», 2022. — 184 с.
- Зелінський А., "Семенові зорі", Львів: ВСЛ, 2023
- Зелінський А., "Анатомія воїна", Київ: Колесо життя, 2023
- Зелінський А., "Мапа", Київ: Колесо життя, 2025

## Відео виступів
- "Мистецтво запалювати зорі"

TEDx Talks. (2021, 24 листопада). Starlighting: Мистецтво запалювати зорі | Андрій Зелінський | TEDxNaUKMA [Відео]. YouTube. https://www.youtube.com/watch?v=SfRl8VymRz8
- "Людина народжується у мандрівці"

Колесо Життя. Видавництво. (2022, 8 грудня). Андрій Зелінський, військовий капелан: "Людина народжується в мандрівці" [Відео]. YouTube. https://www.youtube.com/watch?v=Lxo5iAyxAJw
- "Як бути людиною? Думка капелана"

Колесо Життя. Видавництво. (2023, 9 лютого). Андрій Зелінський. Як бути людиною? Думка капелана [Відео]. YouTube. https://www.youtube.com/watch?v=hbt6bRK8v5M
- "Всесвіт алегоричної казки "Семенові Зорі"

Колесо Життя. Видавництво. (2023, 5 травня). Андрій Зелінський. Всесвіт алегоричної казки "Семенові зорі" [Відео]. YouTube. https://www.youtube.com/watch?v=5CDvu3m6Sro
- "Запалювати зорі можуть люди, народжені в свободі й гідності"

Колесо Життя. Видавництво. (2023, 13 травня). Андрій Зелінський: Запалювати зорі можуть люди, народжені в свободі й гідності [Відео]. YouTube. https://www.youtube.com/watch?v=_XFsI2ve25c
- "Усе розпочинається з подиву"

Колесо Життя. Видавництво. (2023, 15 липня). Андрій Зелінський «Усе розпочинається з подиву» [Відео]. YouTube. https://www.youtube.com/watch?v=1X7LYV_Z5sk
- "Формування вільних лідерів для майбутнього"

Колесо Життя. Видавництво. (2023, 30 липня). Андрій Зелінський та Євгенія Матейчук. «Формування вільних лідерів для майбутнього» [Відео]. YouTube. https://www.youtube.com/watch?v=coucVWy6-fs
- "Презентація книги "Анатомія воїна"

Колесо Життя. Видавництво. (2023, 26 вересня). Андрій Зелінський. презентація книги «Анатомія воїна» [Відео]. YouTube. https://www.youtube.com/watch?v=p38ZVKgK9ds
- "Потрібно почути голос, який каже, що ти маєш право бути"

Колесо Життя. Видавництво. (2023, 16 грудня). Андрій Зелінський. «Потрібно почути голос, який каже, що ти маєш право «бути» [Відео]. YouTube. https://www.youtube.com/watch?v=5L7pXX5xV-g
- "Анатомія воїна: Дух, шлях, сила"

Інститут Зцілення Травм. (2024, 11 березня). Анатомія воїна: Дух, шлях, сила / Андрій Зелінський [Відео]. YouTube. https://www.youtube.com/watch?v=Fwyt1hdpv0A
- "Наслідки колективної травми минулого: Від діагнозу до зцілення"

Інститут Психічного Здоров'я УКУ. (2024, 23 липня). «Наслідки колективної травми минулого: Від діагнозу до зцілення» – о. Андрій Зелінський [Відео]. YouTube. https://www.youtube.com/watch?v=5ShdoZpXUi0
- "Як не ЗЛАМАТИСЯ на цьому етапі війни? Про дух, субʼєктність та свободу"

Інтерв’ю на каналі "Крапівний". (2025, 10 серпня). Як не ЗЛАМАТИСЯ на цьому етапі війни? Андрій Зелінський про дух, субʼєктність та свободу [Відео]. YouTube. https://www.youtube.com/watch?v=e5bdL-YRs_0&t=1241s
- Як стати лідером глобального масштабу? Розвиток і особиста трансформація | CEO Club

Обговорення на каналі CEO Club Ukraine. (2025, 31 липня). Андрій Зелінський, Михайло Крікунов, Сергій Гайдачук, Ігор Сироватко. [Відео]. YouTube. https://youtu.be/jSZ0pLK3urw

## Нагороди
- Орден «За заслуги» ІІІ ступеня[6] — за значні заслуги у зміцненні української державності, мужність і самовідданість, виявлені у захисті суверенітету та територіальної цілісності України, вагомий особистий внесок у розвиток різних сфер суспільного життя, відстоювання національних інтересів нашої держави, сумлінне виконання професійного обов’язку.